# Loevestein
Hrad Loevestein (nizozemsky Slot Loevestein) je středověký vodní hrad postavený rytířem Dircem Loefem van Hornem (proto „Loef's stein“) v roce 1368. Byl zbudován na strategickém místě ve středním Nizozemsku, kde se stékají řeky Máza a Waal.
Původně to byla jednoduchá čtvercová cihlová budova, v 16. století přestavěná na větší pevnost obehnanou valy, dvěma příkopy, zbrojnicí a ubytovnou pro posádku a velitele. Posléze se z hradu stala věznice pro politické vězně, nejslavnějším vězněm se stal urozený Hugo Grotius, často představovaný jako otec moderního mezinárodního práva, který byl jako sporně sloužící odsouzen v roce 1619 na doživotí. V roce 1621 se mu povedl z vězení útěk, posléze působil deset let jako švédský velvyslanec ve Francii. Dalším známým vězněm byl anglický viceadmirál George Ayscue.
Během druhé světové války byl hrad Loevestein součástí Nieuwe Hollandse Waterlinie, hlavní obranné linie, která byla založena v jižních a severních provinciích. V současné době je hrad užíván jako středověké muzeum a úřad.
V románě Alexandra Dumase Černý Tulipán je hlavní hrdina Cornelius Van Baerle také vězněn na tomto hradě.